# Ujiji
Ujiji este o așezare situată în partea vestică a Tanzaniei, în Regiunea Kigoma.